# Споразум из Хаваре
Споразум из Хаваре (хебр. הֶסְכֵּם הַעֲבָרָה, heskem haavara, дословно:споразум о преносу) био је споразум између нацистичке Немачке и ционистичких организација потписан 25. августа 1933. године. Споразум је финализован након три месеца разговора између Ционистичке федерације Немачке, Англо-палестинске банке (под директивом Јеврејске агенције) и економских власти нацистичке Немачке. Био је главни фактор у омогућавању миграције приближно 60.000 немачких Јевреја у Палестину између 1933. и 1939. године.
Споразум је омогућио Јеврејима који су бежали од прогона под новим нацистичким режимом да пребаце део своје имовине у британску мандатну Палестину. Емигранти су продавали своју имовину у Немачкој како би платили основну робу (произведену у Немачкој) која је требало да се шаље у мандатну Палестину. Споразум је био контроверзан и критиковао га је ревизионистички ционистички лидер Зеев Жаботински и неки неционистички Јевреји, као и чланови Нацистичке партије и немачке јавности. За немачке Јевреје, споразум је понудио начин да се напусти све непријатељскије окружење у Немачкој. За Јишуве, јеврејску заједницу у Палестини, понудио је приступ и имигрантској радној снази и економској подршци, за Немце је олакшао емиграцију немачких Јевреја, док је истовремено прекинуо антинацистички бојкот из 1933. године, који је имао масовну подршку међу европским и америчким Јеврејима и за који је немачка држава сматрала да представља потенцијалну претњу немачкој економији.

## Позадина
Иако је Нацистичка странка освојила највећи део гласова на два општа избора за Рајхстаг 1932. године, нису имали већину, па је Хитлер предводио краткотрајну коалициону владу коју су формирали нацисти и Немачка национална народна партија. Под притиском политичара, индустријалаца и других, председник Паул фон Хинденбург именовао је Хитлера за канцелара Немачке 30. јануара 1933. Овај догађај је познат као Machtergreifung (преузимање власти).  У наредним месецима, нацисти су користили процес назван Gleichschaltung (отприлике „довођење у ред“ или „синхронизација”) да би консолидовали власт. До јуна 1933. године, практично једине организације које нису биле под контролом Нацистичке странке биле су војска и цркве.
Унутар нацистичког покрета, предложена су разна све радикалнија „решења“ за „јеврејско питање“ и пре и док је нацистичка странка била на власти, укључујући протеривање и подстицање добровољне емиграције. Широко распрострањени грађански прогон немачких Јевреја почео је чим су нацисти дошли на власт. На пример, 1. априла, нацисти су организовали национални бојкот предузећа у јеврејском власништву у Немачкој; према Закону о обнављању професионалне државне службе, који је спроведен 7. априла, Јевреји су искључени из државне службе, 25. априла су уведене квоте за број Јевреја у школама и универзитетима. Јевреји ван Немачке одговорили су на ове прогоне бојкотом немачке робе, што је неким нацистима изгледало као претња Рајху.
У међувремену, у Мандатној Палестини, растућа јеврејска популација (174.610 — 1931. године, порасла је на 384.078 — 1936. и 600.000 — 1948. године)  стицала је земљу и развијала структуре будуће јеврејске државе упркос супротстављеним осећањима унутар становништва Мандатне Палестине.

## Компанија Ханотеа
Ханотеа (הַנּוֹטֵעַ „Садилица“) била је компанија за садњу цитруса са седиштем у Нетањи, основана 1929. године од стране дугогодишњих јеврејских досељеника у Палестини, укључених у покрет Бенеи Бенјамин. У договору са Министарством економије Рајха, блокирани немачки банковни рачуни потенцијалних имиграната били би деблокирани, а средства са њих Ханотеа би користила за куповину пољопривредне немачке робе, ова роба, заједно са имигрантима, затим би ишла у Палестину, а имигрантима би компанија доделила кућу или плантажу цитруса исте вредности. Директор Ханотее, Сем Коен, заступао је компанију у директним преговорима са Министарством економије Рајха почев од марта 1933. године. У мају 1933. Ханотеа је поднела захтев за дозволу за пренос капитала из Немачке у Палестину. Чинило се да овај пилот аранжман успешно функционише и тако је отворио пут каснијем Хаварском споразуму.

## Уговор о преносу
Споразум о Хавари (трансферу), који је преговарао Елиезер Хуфеин, директор Англо-палестинске банке, је прихватило Министарство економије Рајха 1933. године и наставио је да важи, уз опадајућу подршку немачке владе, све док није затворен 1939. године. Споразум је обезбедио значајно извозно тржиште за немачке фабрике у Палестину под британском влашћу. Између новембра 1933. и 31. децембра 1937. године, роба у вредности од 77.800.000 рајхсмарака, или 22.500.000 долара (вредности у валути из 1938. године), извезена је јеврејским предузећима у Палестини у оквиру програма. До тренутка када је програм завршен почетком Другог светског рата, укупан износ је порастао на 105.000.000 марака (око 35.000.000 долара, вредности из 1939. године).
Емигранти са капиталом од 1.000 фунти (око 5.000 долара у вредности из 1930-их) могли су се преселити у Палестину упркос строгим британским ограничењима јеврејске имиграције у оквиру програма за имигрантске инвеститоре сличног модерној америчкој визи EB-5. Према Споразуму о трансферу, око 39% средстава емигранта дато је пројектима јеврејског комуналног економског развоја, остављајући појединцима око 43% средстава.
Неки немачки кругови су сматрали да је Хаварски споразум могући начин за решавање „јеврејског проблема“. Шеф одељења за Блиски исток у Министарству спољних послова, антинацистички политичар Вернер Ото фон Хентиг, подржао је политику насељавања Јевреја у Палестини. Хентиг је веровао да би, ако је јеврејско становништво буде концентрисано у једном страном ентитету, спољна дипломатска политика и обуздавање Јевреја постали лакши. Хитлерова подршка Хаварском споразуму била је нејасна и варирала је током 1930-их. У почетку се чинило да је Хитлер равнодушан према економским детаљима плана, али га је подржавао у периоду од септембра 1937. до 1939. године.
Након немачке инвазије на Пољску у септембру 1939. године, програм је окончан.

## Реакције на споразум
Споразум је био контроверзан и унутар нацистичке странке и у ционистичком покрету. Како је рекао историчар Едвин Блек, „Споразум о преносу је раздвојио јеврејски свет, окрећући вођу против вође, претећи побуном, па чак и атентатом.“ Противљење је долазило од водећег дела америчког руководства Светског ционистичког конгреса, посебно од Абе Хилела Силвера и председника Америчког јеврејског конгреса, рабина Стивена Вајза. Вајз и други лидери антинацистичког бојкота из 1933. године су се противили споразуму, тесно не успевајући да убеде Деветнаести ционистички конгрес у августу 1935. да гласа против њега.
Десничарски ревизионистички ционисти и њихов вођа Владимир Жаботински били су још гласнији у свом противљењу. Ревизионистичке новине у Палестини, Хазит Хаам, објавиле су оштру осуду оних који су учествовали у споразуму као „издајнике“, а убрзо након тога, један од преговарача, Хаим Арлосороф, убијен је.
У послератном периоду, споразум су понекад наводили антиционисти, антисемити и критичари Израела (Кен Ливингстон, Линдон Ларуш, Луј Фаракан, Марк Вебер, Џозеф Масад, Махмуд Абас) као доказ нацистичке подршке ционизму или ционистичке сарадње са нацистима.

## Погледати
- Евијанска конференција (1938), која се бави немачким и аустријским јеврејским избеглицама
- Пета Алија (1929–1939), талас јеврејске емиграције у мандатну Палестину
- Магда Гебелс, могући посредник између Арлозорова и нацистичког руководства
- Мадагаскарски план (1940), нацистички план за присилно пресељење европских Јевреја
- Леополд фон Милденштајн (1902–1968), СС официр и присталица неких циљева ционизма
- Споразум о трансферу (1984), књига о Хаварском споразуму